# Yebra de Basa
Yebra de Basa község Spanyolországban, Huesca tartományban. Yebra de Basa Sabiñánigo, Biescas, Broto és Fiscal községekkel határos. Lakosainak száma 160 fő (2024).

## Népesség
A település népessége az utóbbi években az alábbiak szerint változott:
| Lakosok száma | 162  | 166  | 152  | 158  | 147  | 142  | 147  | 143  | 154  | 160  |
|               | 2001 | 2004 | 2007 | 2009 | 2012 | 2014 | 2017 | 2019 | 2022 | 2024 |